# فيليب إيفانوفسكي
فيليب إيفانوفسكي (بالإنجليزية: Filip Ivanovski)‏ (مواليد 1 مايو 1985 في سكوبيه) لاعب كرة قدم مقدوني دولي يجيد اللعب في خط الهجوم . يلعب حاليا لصالح إيثنيكوس أتشنا اليوناني منذ 2010 .

## روابط خارجية
- فيليب إيفانوفسكي على موقع الاتحاد الأوربي (الإنجليزية)
- فيليب إيفانوفسكي على موقع قاعدة بيانات كرة القدم.إي يو (الإنجليزية)
- فيليب إيفانوفسكي على موقع ناشيونال فوتبول تيمز (الإنجليزية)
- فيليب إيفانوفسكي على موقع Soccerway.com (الإنجليزية)